# Cheiridopsis umdausensis
Cheiridopsis umdausensis är en isörtsväxtart som beskrevs av L. Bol. Cheiridopsis umdausensis ingår i släktet Cheiridopsis och familjen isörtsväxter. Inga underarter finns listade i Catalogue of Life.